# Cáp mộc Việt Nam
Cáp mộc Việt Nam (danh pháp hai phần: Craibiodendron vietnamense) là một loài thực vật có hoa trong họ Thạch nam. Loài này được Judd mô tả khoa học đầu tiên năm 1986.